# Тлярата
Тлярата (ав. ЛъаратӀа) — село (аул), адміністративний центр Тляратинського району Дагестану.

## Географія
Село розташоване за 258 км на південний захід Махачкали на річці Джурмут (Аварського Койсу).

## Історія
Засноване в 1926 році в зв'язку з утворенням району.

## Населення
Населення — 1,7 тис. жителів (2002).